# Slötjärnsbustans naturreservat
Slötjärnsbustans naturreservat är ett naturreservat i Älvdalens kommun i Dalarnas län.
Området är naturskyddat sedan 2021 och är 1 787 hektar stort. Reservatet ligger söder om Björnåsens naturreservat och består av gamla tallskogar och våtmarker.